# Ильин, Виктор Николаевич
Ви́ктор Никола́евич И́льин (6 ноября 1904, Москва, Московская губерния — 11 сентября 1990, там же) — сотрудник НКВД, активный участник операции «Монастырь», впоследствии — член Союза писателей СССР,  секретарь московского отделения Союза писателей СССР (до 1977 года). Заслуженный работник культуры РСФСР (1973).

## Биография
Родился 6 ноября 1904 года в Москве. Отец — приказчик по найму, в 1908 году оставил жену с малолетним сыном. Образование — два класса реального училища в Москве (1915—1917).

### Гражданская война. РККА. ОГПУ
В апреле 1918 года, утаив реальный возраст, Ильин записался добровольцем в Красную армию. Служил бойцом караульного батальона при «Центротекстиле» в Москве. В октябре 1919 года отправлен на Восточный фронт. Служил бойцом караульного батальона при штабе Восточного фронта в Уфе, затем красноармейцем 190-го отдельного стрелкового батальона там же; в боевых действиях участия не принимал.  
В марте 1920 года откомандирован в Москву на курсы политпропагандистов при Президиуме ВЧК. С июля 1920 года Ильин — политбоец отдельного кавалерийского дивизиона при 3-м конном корпусе 4-й армии Западного фронта. Был тяжело ранен, долгое время находился на излечении. 
С января 1921 года — политком сотни кавалерийского полка 31-й стрелковой дивизии, затем 39-й стрелковой Кубанской бригады в Екатеринодаре. В октябре 1921 года отправлен на курсы кавалерийских командиров в Елисаветград, где обучался до июня 1922 года.
Летом 1922 года В. Н. Ильин переведён из войск РККА в войска ОГПУ РСФСР. В 1922—1926 годах служил в Москве помощником командира взвода 2-го эскадрона кавалерийского дивизиона отряда ОСНАЗ при Коллегии ОГПУ (июль 1922 — июль 1923); был курсантом Военно-политической школы (август 1923 — сентябрь 1925), затем политруком 1-го эскадрона кавалерийского полка дивизии ОСНАЗ при Коллегии ОГПУ (сентябрь 1925 — декабрь 1926). В октябре 1925 года вступил в Коммунистическую партию (большевиков).

### Демобилизация. Между ОГПУ и НКВД
В декабре 1926 года Ильин демобилизован по состоянию здоровья (в связи с ухудшением зрения). Работал секретарём заместителя начальника Военно-промышленного управления ВСНХ СССР (январь 1927 — август 1928) и заместителем директора фабрики кинохроники, затем заместителем начальника управления «Союзкинохроника» (август 1928 — август 1933).

### Кадровый сотрудник ОГПУ — НКВД
15 августа 1933 года по партийной разнарядке переведён на службу в ОГПУ. Назначен уполномоченным 1-го отделения Секретно-политического отдела (СПО) ОГПУ СССР.
Карьера в этом ведомстве:
— уполномоченный, оперуполномоченный 1-го отделения СПО ГУГБ НКВД СССР (10 июля 1934 — 23 июня 1935) — оперуполномоченный 2-го отделения СПО ГУГБ НКВД СССР (23 июня 1935 — 15 апреля 1937) — помощник начальника 4-го отделения 4-го отдела ГУГБ НКВД СССР (15 апреля 1937 — апрель 1938) — помощник начальника отделения 4-го отдела 1-го управления НКВД СССР (апрель 1938 — 26 ноября 1938) — начальник 4-го отделения 2-го отдела ГУГБ НКВД СССР (26 ноября 1938 — 27 февраля 1941) — начальник 2-го отдела 3-го управления НКГБ СССР (27 февраля — 13 августа 1941) — начальник 2-го отдела 3-го управления НКВД СССР (13 августа 1941 — 3 мая 1943).
Порядок присвоения очередных спецзваний:
— младший лейтенант ГБ (8 декабря 1935) — лейтенант ГБ (19 марта 1937) — старший лейтенант ГБ (25 апреля 1939) — капитан ГБ (22 октября 1940) — майор ГБ (23 ноября 1941) — комиссар ГБ (14 февраля 1943).
В 1930-х годах Ильин отвечал за работу с интеллигенцией. Накануне войны курировал тогда работавшего в Москве в качестве особого агента Николая Кузнецова.
В течение нескольких лет Ильин вместе с Маклярским курировал советского разведчика А. П. Демьянова (псевдоним «Гейне»), который сыграл ключевую роль в таких известных операциях советской разведки, как «Монастырь» и «Березино».

### Арест. Тюрьма. Освобождение. Отставка
Арестован 3 мая 1943 года сотрудниками СМЕРШ во главе с Абакумовым на рабочем месте. В течение почти девяти лет (с мая 1943 по февраль 1952) находился под следствием во Внутренней тюрьме НКГБ-МГБ по обвинению во «враждебной деятельности, связи с особо опасными преступниками и разглашении секретных сведений». 
Приговорён 20 февраля 1952 года ОСО МГБ СССР по ст. 58-«1б» («измена родине в мирное время») к 8 годам и 10 месяцам тюремного заключения (фактически проведённый в предварительном заключении срок) и 3 марта 1952 года из тюрьмы выпущен. Решением ОСО МВД СССР от 31 июля 1953 года приговор ОСО МГБ от 20 февраля 1952 года был отменён и дело прекращено «за отсутствием состава преступления», реабилитирован. Приказом КГБ при СМ СССР № 560лс от 2 августа 1954 года уволен в запас СА с 3 марта 1952 года «по фактам дискредитации»; приказом КГБ от 11 апреля 1956 года формулировка изменена на «уволен по болезни».
Подлинная причина ареста и последующего содержания Ильина в тюрьме без приговора не установлена. Наиболее распространённая версия — гнев Сталина, которому стало известно о «длинном языке» Ильина, который якобы разгласил в частном разговоре известные ему секретные сведения, касающиеся предстоящего ареста его приятеля генерала авиации Бориса Львовича Теплинского, заподозренного в нелояльном поведении и «антисоветской агитации»; после же ареста Ильина Сталин не сделал никаких о нём распоряжений, в связи с чем об Ильине просто забыли на многие годы. По другой версии, арест связан с участием Ильина в операции «Монастырь», по которой у НКВД и СМЕРШ были противоречия.

### Функционер Союза Советских писателей
С июня 1955 года работал секретарём по организационным вопросам Московского отделения Союза писателей СССР, которое возглавлял Сергей Михалков. При этом членом самого Союза писателей Ильин, по информации Николая Богомолова, не являлся. В 1977 году вышел на пенсию. Уже на пенсии Ильин консультировал писателя А. Рыбакова по работе НКВД 1930-х годов. В весьма неблаговидном виде Ильин описан в повести Владимира Войновича «Иванькиада».

### Смерть
11 сентября 1990 года погиб, переходя улицу недалеко от своего дома на Ломоносовском проспекте в Москве. Был сбит на пешеходном переходе; водитель автомобиля с места ДТП скрылся. Преступление осталось нераскрытым.
Похоронен на Ваганьковском кладбище.

## Награды
Список наград:
- два ордена Трудового Красного Знамени (в том числе 12 ноября 1974)
- орден Красной Звезды
- орден «Знак Почёта» (28 октября 1967)
- медали
- заслуженный работник культуры РСФСР (9 марта 1973)[12]